# Тиранчик рудобровий
Тира́нчик рудобровий (Phylloscartes superciliaris) — вид горобцеподібних птахів родини тиранових (Tyrannidae). Мешкає в Центральній і Південній Америці.

## Підвиди
Виділяють три підвиди:

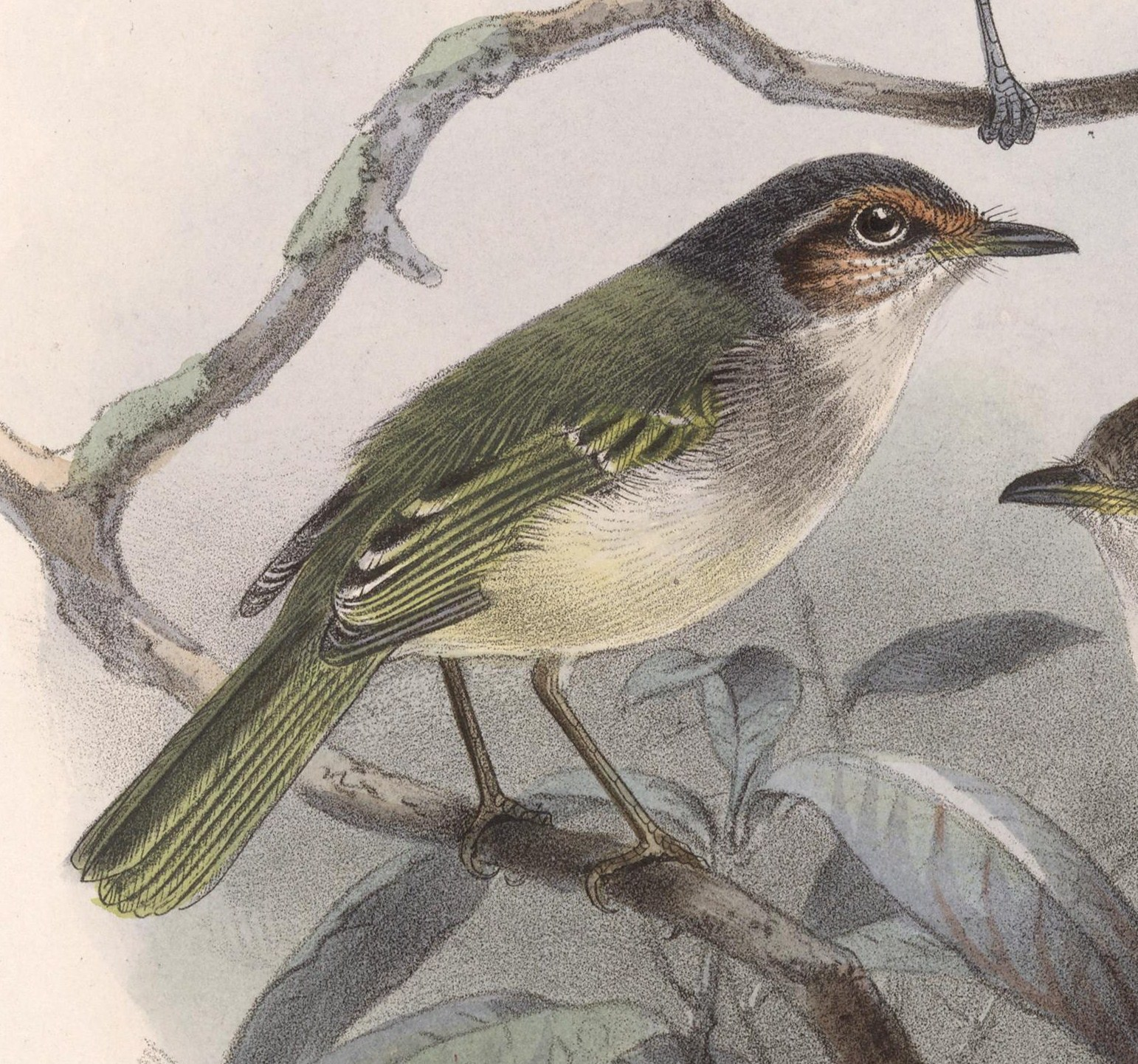
Рудобровий тиранчик

- P. s. superciliaris (Sclater, PL & Salvin, 1868) — гори Кордильєра-де-Таламанка (Коста-Рика, західна Панама);
- P. s. palloris (Griscom, 1935) — східна Панама (Дар'єн) і північно-західна Колумбія (Чоко);
- P. s. griseocapillus Phelps & Phelps Jr, 1952 — локально в горах Сьєрра-де-Періха (північно-східна Колумбія і північно-західна Венесуела), на півночі Колумбійських Анд, на східних схилах Еквадорських Анд на півночі (Напо) і на південному сході (Кордильєра-де-Кутуку[de], Кордильєра-дель-Кондор) країни та в прилеглих районах на півночі Перу.

## Поширення і екологія
Ареал рудобрових тиранчиків дуже фрагментарний. Вони локально поширені на території Коста-Рики, Панами, Колумбії, Венесуели, Еквадору і Перу. Живуть у кронах вологих гірських тропічних лісів. Зустрічаються на висоті від 600 до 2000 м над рівнем моря.